# James Hall (sprinter)
James Stanton Hall (ur. 2 stycznia 1903, zm. 20 maja 1929 w Kalkucie) – indyjski lekkoatleta, olimpijczyk. Uczestnik igrzysk olimpijskich w Paryżu (1924) i Amsterdamie (1928).
Na igrzyskach w Paryżu, wystartował w biegach na 100 i 200 m. W tej pierwszej konkurencji, startował w jedenastym biegu eliminacyjnym, gdzie z czasem 11,3 zajął trzecie miejsce wśród sześciu zawodników (odpadł z rywalizacji). Natomiast w eliminacjach biegu na 200 metrów, zajął przedostatnie czwarte miejsce w pierwszym biegu kwalifikacyjnym. Czas przez niego uzyskany (22,5) nie wystarczył do awansu.
Cztery lata później w Amsterdamie, wystartował w biegach na 200 i 400 metrów. W ósmym biegu eliminacyjnym na 200 metrów, zajął czwarte miejsce i nie awansował do kolejnej fazy zawodów. Większy sukces osiągnął w dziewiątym biegu eliminacyjnym na 400 metrów, w którym zajął drugie miejsce i uzyskał awans do ćwierćfinału. Tam jednak zajął ostatnie, piąte miejsce (w pierwszym ćwierćfinale) i odpadł z rywalizacji. Wszystkie czasowe wyniki Halla z tych igrzysk są nieznane.
Rekord życiowy w biegu na 400 m: 49,5 (1927).